# Никарагуа (езеро)
Никарагуа (на испански: Lago Nicaragua) е езеро в Никарагуа, най-голямото в Централна Америка, третото по големина в Латинска Америка след езерата Титикака и Маракайбо и десето сред най-големите сладководни езера в света. Наричано е от местното население още „El Cocibolca“, или „сладко море“. Площ 8264 km², обем 108 km³, максимална дълбочина 45 m, средна – 13 m.
Езерото е разположено в южната част на Никарагуа, в тектонска падина, образувала се при потъване на земната кора, в резултата от разседно пропадане, на 32,7 m н.в. Дължината му от северозапад на югоизток е 148 km, а максималната ширина 55 km. Бреговете му са предимно ниски, плоски. Площта на водосборният му басейн възлиза на 23 844 km². От северозапад в него се влива река Типитапа, изтичаща от по-малкото и по-високо разположеното езеро Манагуа, а от североизток се вливат реките Куисела, Малакатоя и др. от югоизточният му ъгъл изтича река Сан Хосе, вливаща се залива Сан Хуан дел Норте на Карибско море. В централната част на езерото се намира остров Ометепе (276 km²), на който се извисяват два вулкана Мадера (1394 m) и Консепсион (1556 m), вторият от които е активен. В северозападната му част е по-малкия остров Сапатера, а в югоизточната – групата острови Солентинаме (190 km²). Подобно на Карибско море, в езерото Никарагуа се проявява силно вълнение, предизвикано от източните ветрове, духащи на запад, в посока към Тихия океан. Чести са също и случаите на мощни щормови вълни.
По брега му са разположени множество селища, като най-големите са градовете: Алтаграция (на остров Ометепе), Гранада (на северозападния бряг), Сан Карлос (на югоизточния), Сан Хорхе (на югозападния).
Никарагуа е единственото сладководно езеро в света, в което живеят акули. Учените предполагат, че територията, на която е разположено езерото, по-рано е била голям морски залив. С времето заливът се е затворил и в езерото остават да живеят акули.
До построяването на Панамския канал съществува проект за строителството на Никарагуански канал, чрез който да се свързват двата океана. С прокопаването на Панамския канал обаче този проект губи своята актуалност.
През последните години Институтът по ресурси и околната среда на Никарагуа (IREA), изследва водите на езерото и отчита все по-голямото процентно съдържание на вредни химични продукти, резултат от промишлената и стопанска дейност около бреговете, както и такива, изхвърляни във водите на езерото Манагуа и пренасяни чрез река Типитапа в Никарагуа. Опазването на водите на езерото е много трудно, с оглед слабото финансиране от страна на държавата.